# I Need a Girl (Part III)
I Need a Girl (Part III) ist die erste Singleauskopplung aus dem Album Prince of Belvedair.

## Hintergrund
Laut Aussage von Kay One, kannten sich er und Mario Winans bereits mehrere Jahre vor den Aufnahmen zur Single.
Im Jahr 2011 sei Glöckler dann auf die Idee gekommen, einen Song mit dem Sänger aufzunehmen. Da Winans sofort dazu bereit war, musste nur noch über den Titel diskutiert werden.
Aufgrund dessen, dass Mario Winans von dem Song so beeindruckt war, sollte er I Need A Girl (Part 3) heißen und die Schlussfolgerung zu den beiden Vorgängern herstellen, wo Winans auf beiden Stücken als Songwriter beteiligt war.

## Daten
Gleichzeitig stellt der Song die Schlussfolgerung zu den Vorgängern I Need a Girl (Part I) und I Need a Girl (Part II), des US-amerikanischen Rappers P Diddy dar. Der Song wurde von den Künstlern Kay One und dem US-amerikanischen Sänger Mario Winans aufgenommen. Die Single erschien am 2. März 2012. Auf der B-Seite der Single ist der Song Rain On You vorhanden, bei dem der deutsche Sänger Emory einen Gastauftritt hat. Als Produzent ist Beatzarre beteiligt, der viele Beats auf dem Album produzierte. Beide Songs wurden in Berlin aufgenommen.

## Titelliste
Titelliste der CD I Need A Girl Part 3.
| # | Titel                    | Länge |
| - | ------------------------ | ----- |
| 1 | I Need A Girl (Part III) | 3:25  |
| 2 | Rain On You              | 3:00  |

## Charts und Chartplatzierung
Die Single schaffte es in Deutschland bis auf Platz 29, in Österreich auf Position 44 und in der Schweiz erreichte die Single Platz 39. In den deutschen Charts konnte sich die Single acht Wochen halten.
| ChartsChartplatzierungen | Höchstplatzierung | Wochen |
| ------------------------ | ----------------- | ------ |
| Deutschland (GfK)        | 29 (8 Wo.)        | 8      |
| Österreich (Ö3)          | 44 (1 Wo.)        | 1      |
| Schweiz (IFPI)           | 39 (2 Wo.)        | 2      |

## Musikvideo
Das Musikvideo wurde am 12. Februar 2012 auf YouTube veröffentlicht. Es wurde in Miami gedreht.
Bis Ende August 2012 hat es bereits 7,6 Millionen Aufrufe erreicht. Zwischenzeitlich wurde es aufgrund geschäftlicher Differenzen vom Label Ersguterjunge gesperrt.
Mittlerweile wurde das Video mehr als 9 Millionen Mal aufgerufen.